# Save Me (film, 2007)
Save Me je americký hraný film z roku 2007, který režíroval Robert Cary. Snímek měl světovou premiéru na Mezinárodním filmovém festivalu Sundance 21. ledna 2007.

## Děj
Mark je mladý gay, který propadl sexu a drogám. Poté, co zkolabuje, ho jeho bratr Trey přihlásí na odvykací léčbu. Jedná se o křesťanský domov, který vedou manželé Gayle a Ted v poušti v Novém Mexiku. Ti si za své životní poslání zvolili „vyléčit“ mladé muže z jejich „homosexuálního utrpení“ prostřednictvím duchovního vedení. Mark zpočátku s pobytem nesouhlasí a chce odjet. Nicméně postupně se s životem v komunitě srovná. Mark se spřátelí s ostatními členy, nejvíc se sblíží se Scottem. Když se jejich přátelství začne měnit v hlubší vztah, dostanou se do rozporu s pravidly komunity.

## Obsazení
| Chad Allen            | Mark            |
| Jeremy Glazer         | Trey            |
| David Petruzzi        | Dustin          |
| Arron Shiver          | Jude            |
| Colin Jones           | Randall         |
| Stephen Lang          | Ted             |
| Judith Light          | Gayle           |
| William Dennis Hurley | Bill            |
| Robert Gant           | Scott           |
| Robert Baker          | Lester          |
| Ross Kelly            | Adam            |
| Luce Rains            | Clerk           |
| Paul Scallan          | Paul            |
| Carmen Morales        | Lydia           |
| Forrest Fyre          | Dr. Wilson      |
| Greg Serano           | Hector          |
| Marc Miles            | pastor Thompson |
| Kevin Wiggins         | pan Andrews     |
| Mary Evans            | paní Andrews    |
| Hunter Krestan        | John            |
| Carmen Serano         | Anna            |
| Sam Gill              | Jeff            |
| Paul McGowen          | doktor Lowney   |